# Leucauge thomeensis
Leucauge thomeensis là một loài nhện trong họ Tetragnathidae.
Loài này thuộc chi Leucauge. Leucauge thomeensis được miêu tả năm 1960 bởi Kraus.